# Frans voetbalkampioenschap 1937/38
In 1937/38 werd het zesde professionele voetbalkampioenschap georganiseerd in Frankrijk.

## Eindstand
| Plaats | Club                   | Ptn | Wed | W  | G  | V  | DV | DT | DS  | Opmerking                  |
| ------ | ---------------------- | --- | --- | -- | -- | -- | -- | -- | --- | -------------------------- |
| 1      | FC Sochaux-Montbéliard | 44  | 30  | 18 | 8  | 4  | 69 | 26 | +43 | Kampioen                   |
| 2      | Olympique de Marseille | 42  | 30  | 15 | 12 | 3  | 61 | 35 | +26 | (Winnaar Coupe de France)  |
| 3      | FC Sète                | 41  | 30  | 16 | 9  | 5  | 52 | 28 | +24 |                            |
| 4      | FC Rouen               | 36  | 30  | 14 | 8  | 8  | 57 | 44 | +13 |                            |
| 5      | RC Strasbourg          | 33  | 30  | 12 | 9  | 9  | 66 | 54 | +12 |                            |
| 6      | Excelsior AC Roubaix   | 31  | 30  | 10 | 11 | 9  | 59 | 57 | +2  |                            |
| 7      | Olympique Lillois      | 29  | 30  | 10 | 9  | 11 | 39 | 33 | +6  |                            |
| 8      | RC Roubaix             | 28  | 30  | 11 | 6  | 13 | 39 | 60 | -21 |                            |
| 9      | AS Cannes              | 27  | 30  | 8  | 11 | 11 | 56 | 47 | +9  |                            |
| 10     | FC Antibes             | 27  | 30  | 9  | 9  | 12 | 38 | 40 | -2  |                            |
| 11     | FC Metz                | 27  | 30  | 8  | 11 | 11 | 45 | 56 | -11 |                            |
| 12     | SC Fives               | 26  | 30  | 7  | 12 | 11 | 42 | 43 | -1  |                            |
| 13     | RC Paris               | 26  | 30  | 9  | 8  | 13 | 48 | 59 | -11 |                            |
| 14     | RC Lens                | 26  | 30  | 9  | 8  | 13 | 45 | 63 | -18 |                            |
| 15     | Red Star Olympique     | 19  | 30  | 6  | 7  | 17 | 47 | 71 | -24 | Degradatie naar Division 2 |
| 16     | US Valenciennes-Anzin  | 18  | 30  | 6  | 6  | 18 | 30 | 77 | -47 | Degradatie naar Division 2 |

(Overwinning:2 ptn, gelijkspel:1 punt, verlies:0 ptn)

## Topschutters
| Plaats | Speler         | Nat.                                                           | Club                   | Goals |
| ------ | -------------- | -------------------------------------------------------------- | ---------------------- | ----- |
| 1      | Jean Nicolas   | Vlag van Frankrijk                                             | FC Rouen               | 26    |
| 2      | Oskar Rohr     | Vlag van nazi-Duitsland                                        | RC Strasbourg          | 25    |
| 3      | Désiré Koranyi | Vlag van Frankrijk · Vlag van Hongarije (1915-1918, 1919-1946) | FC Sète                | 24    |
| 4      | Josef Petrak   | Vlag van Tsjechië                                              | AS Cannes              | 23    |
| 5      | Roger Courtois | Vlag van Frankrijk · Vlag van Zwitserland                      | FC Sochaux-Montbéliard | 22    |
| 6      | André Simonyi  | Vlag van Frankrijk · Vlag van Hongarije (1915-1918, 1919-1946) | Red Star Olympique     | 21    |
| 7      | Mario Zatelli  | Vlag van Frankrijk                                             | Olympique de Marseille | 20    |

1932/33 · 1933/34 · 1934/35 · 1935/36 · 1936/37 · 1937/38 · 1938/39 · 1939/40 · 1940/41 · 1941/42 · 1942/43 · 1943/44 · 1944/45 · 1945/46 · 1946/47 · 1947/48 · 1948/49 · 1949/50 · 1950/51 · 1951/52 · 1952/53 · 1953/54 · 1954/55 · 1955/56 · 1956/57 · 1957/58 · 1958/59 · 1959/60 · 1960/61 · 1961/62 · 1962/63 · 1963/64 · 1964/65 · 1965/66 · 1966/67 · 1967/68 · 1968/69 · 1969/70 · 1970/71 · 1971/72 · 1972/73 · 1973/74 · 1974/75 · 1975/76 · 1976/77 · 1977/78 · 1978/79 · 1979/80 · 1980/81 · 1981/82 · 1982/83 · 1983/84 · 1984/85 · 1985/86 · 1986/87 · 1987/88 · 1988/89 · 1989/90 · 1990/91 · 1991/92 · 1992/93 · 1993/94 · 1994/95 · 1995/96 · 1996/97 · 1997/98 · 1998/99 · 1999/00 · 2000/01 · 2001/02 · 2002/03 · 2003/04 · 2004/05 · 2005/06 · 2006/07 · 2007/08 · 2008/09 · 2009/10 · 2010/11 · 2011/12 · 2012/13 · 2013/14 · 2014/15 · 2015/16 · 2016/17 · 2017/18 · 2018/19 · 2019/20 · 2020/21 · 2021/22 · 2022/23 · 2023/24 · 2024/25